# Менахем Бегин
Менахѐм Во̀лфович Бѐгин (на иврит: מְנַחֵם בְּגִין) е политически деятел на Израел, шести министър-председател на Израел от юни 1977 до 1983 г., лауреат на Нобелова награда за мир (1978 г.).

## Младежки години
Роден е в семейството на секретаря на брест-литовската еврейска общност. През 1941 година цялото семейство на Бегин е избито от нацистите. Завършва брест-литовското еврейско религиозно училище, след което учи в държавната гимназия (1931 г.) и постъпва в юридическия факултет на Варшавския университет, който завършва през 1935 година със степен магистър по право.
На 16-годишна възраст бъдещият ционист (по семейна традиция още от 10-годишна възраст членува в детската скаутска ционистка организация „Хашомер-Хацаир“) е привлечен към радикалното крило на движението, „Ционизъм-Ревизионизъм“, увлечен от речите на неговия основател Зеев Жаботински. Записва се в младежката организация на ревиозионистите, „Бейтар“.
„В „Бейтар“ мен ме завладя целеустременият, интегрален ционизъм, Държава Израел, еврейска държава скоро, в наши дни“ – пише той по-късно.
Бързо се издига в структурите на организацията. Първо се издига до ръководител на брестката организация и става един от 9-те висши офицери на „Байтар“, а по-късно (март 1939 г.) е назначен от Жаботински за общ ръководител (комендант) на „Бейтар“ в Полша. При назначението на Бегин за комендант той проявява краен радикализъм, изявявайки своите крайни възгледи дори към своя учител Жаботински. През 1939 година е осъден на 6 седмици затвор за организирането на демонстрация на протеста пред посолството на Англия. Ставайки ръководител на „Бейтар“, Бегин веднага започва реформи и създава военна фракция, наречена „Ецел“ (Иргун) и едновременно с това се опитва да организира отпътуването на колкото може повече полски евреи към Палестина. При нападението на Германия над Полша Бегин предлага на полското правителство да сформира части от неговата организация, но получава отказ.
При приближаването на Вермахта към Варшава Бегин напуска страната и заминава за Вилнюс, Литва. През 1940 година е обявен от съветското правителство за английски шпионин и е осъден на 8-годишно принудително заселване в лагер. През 1941 година, като полски гражданин, е освободен от лагера при р. Печора и встъпва в редиците на генерал Владислав Андерс. Скоро след това се озовава в Палестина. През 1943 година напуска армията и с пълна сила започва да се бори за създаването на еврейска държава.

## Политик в Израел
В края на 1943 година Бегин става ръководител на „Иргун“ и в това си качество провъзгласява въстание против английското присъствие, започва нападения и терористични акции против английските войски, власти и учреждения (най-известен е взривът в щаб-квартирата, намираща се в йерусалимския хотел „Цар Давид“). Англичаните обявяват награда за главата му в размер на 10 000 паунда (30 000 долара).

Впоследствие, в едно от интервютата, на въпрос дали той и Ясер Арафат са терористи, Бегин отговаря:
| „ | „Аз съм терорист, а той – бандит!“ | “ |

Бегин е активен участник във Войната за независимост на Израел. През 1948 година, след създаването на държавата Израел, организацията „Иргун“ е разпусната и се влива в „Армията за защита на Израел“. На основата на „Иргун“ Бегин създава партията „Херут“ (Свобода) и в качеството на лидер на партията става водач на дясната опозиция в Кнесета.
В своята програма той залага отново на традицията на ревизионизма, съчетава крайния национализъм (идеята Израел да стъпи на всички исторически територии по поречието на р. Йордан) с дясно-либерална икономическа програма и рязко противопоставяне срещу социалистическото управление на страната. Бегин застава начело на бурните протести срещу паричната компенсация от страна на Германия за Холокоста. Обявявайки я за унизителна, той заклеймява радетелите за компенсация на митинги, обявявайки ги за хора, „... които продават кръвта на нашите майки, бащи и братя“. В хода на тези акции той повежда демонстрация, която се опитва със сила да влезе в парламента, за което е наказан с тримесечно отстраняване от заседания.
Дълго време „Херут“ е партия аутсайдер и печели малко на брой мандати. В навечерието на Шестдневната война от 1967 година, когато ситуацията изисква консолидация на всички национално-отговорни сили, за първи път става член на „кабинета“ (като министър без портфейл) и остава на поста до 1970 година. След създаването през 1973 година на десния политически блок – „Ликуд“, Бегин оглавява новата политическа сила и в резултат печели изборите за парламент през 1977 година. Същата година сформира първото несоциалистическо правителство в историята на Израел.

## Отзиви за него
- Ilan Peleg, Begin’s foreign policy, 1977 – 1983: Israel’s move to the right, Greenwood Press, 1987
- Eric Silver, Begin: The Haunted Prophet, Random House, 1984
- Sasson Sofer, Begin: an anatomy of leadership, Basil Blackwell, 1988
- Avi Shilon, Begin, 1913 – 1992, 2007
- Frank Gervasi, The life and times of Menahem Begin: rebel to statesman, Putnam, 1979
- Harry Hurwitz, Yisrael Medad, Peace in the Making, Gefen Publishing House, 2010
- Daniel Gordis, Menachem Begin: The Battle for Israel's Soul, Nextbook, 2014